# Agmina berada
Agmina berada is een schietmot uit de familie Ecnomidae. De soort komt voor in het Australaziatisch gebied.